# Vulkankanin
Vulkankanin (Romerolagus diazi) är en art i familjen harar och kaniner och ensam art i sitt släkte Romerolagus. Arten beskrevs vetenskapligt 1893 av Fernando Ferrari-Pérez. Den förekommer bara i Mexikos bergstrakter i närheten av vulkanerna Popocatépetl, Iztaccíhuatl och Monte Tláloc, därav namnet.

## Utseende
Med en kroppslängd mellan 27 och 32 centimeter samt en vikt mellan 390 och 600 gram är arten en av de minsta medlemmarna i familjen. Pälsen har en genomgående mörkbrun färg på ovansidan och undersidan är gråbrun. Öronen är korta och rundade och den har ingen svans. Utseendemässigt påminner den mer om pipharar (Ochotona) än om andra arter i familjen Leporidae.

## Ekologi

### Habitat och föda
Habitatet utgörs av pinjeskogar med tät undervegetation, på 2 800 till 4 200 meter över havet. Arten är främst aktiv under gryningen och vilar annars i boet. Under mörka dagar kan den även vara dagaktiv. Boet ligger under jord i upp till 5 meter långa tunnlar som vanligen har flera ingångar. Det centrala rummet fodras med torrt gräs, blad och hår. Enligt en annan studie används dessa bon sällan. De flesta individer vilar gömda i växtlighet av gräs och buskar. Ibland övertar vulkankaninen bon som skapades av kindpåsråttor, jordekorrar, bältor eller grävlingar. Arten hoppar sällan och rör sig istället långsamt på alla fyra fötter. Födan utgörs av gräs och örter.

### Socialt liv
Ofta används samma bo av två till fem individer. Kommunikationen sker med pipande ljud som påminner om piphararnas läten samt med ljud som uppstår när arten slår med fötterna på marken.

### Parning
Vulkankanin kan para sig hela året men de flesta födslar sker under den regnrika sommaren. Dräktigheten varar i 38 till 40 dagar. Honan föder en till fyra ungar, vanligtvis två. Ungarna stannar några veckor i boet men börjar redan efter tre veckor med fast föda och är självständiga efter cirka en månad. Könsmognaden infaller efter ungefär 6 månader.

## Status och hot
Arten är skyddad men jagas trots detta ibland. Det största hotet utgörs av habitatförstöring, då deras levnadsområden omvandlas till odlingsmark. Beståndet består av tre från varandra skilda populationer och IUCN listar arten som starkt hotad (EN).